# Gustav Albrecht (Jurist)
Heinz Gustav Albrecht (* 10. April 1902 in Hamburg; † 13. April 1980 in Hildesheim) war ein deutscher Verwaltungsjurist und im Zweiten Weltkrieg als Kreishauptmann im deutsch besetzten Polen und Täter des Holocaust.

## Leben
Gustav Albrecht studierte Jura in Tübingen, München und Göttingen. Seit 1920 war er Mitglied des Corps Suevia Tübingen. Er wurde promoviert und schlug den Berufsweg als Verwaltungsjurist ein. Nach der Machtergreifung der Nationalsozialisten 1933 trat er der SA und zum 1. Mai 1937 der NSDAP bei (Mitgliedsnummer 4.787.761). Von 1935 bis 1937 war er im Regierungsbezirk Stade als Regierungsrat tätig, danach im Regierungsbezirk Hildesheim.
Nach dem deutschen Überfall auf Polen wurde er im Oktober 1939 als kommissarischer Landrat nach Konskie im Distrikt Radom abgeordnet und wurde dort zum Kreishauptmann ernannt. Ihm fehle es an Personal, um die Arisierungen effizient durchzuführen, beklagte er sich Ende des Monats in einem Rechenschaftsbericht an den Distriktschef, in dem er außerdem die hungernde jüdische Bevölkerung verhöhnte, der gegenüber er scharf auftrete.
Nach dem deutschen Überfall auf die Sowjetunion wurde er im August 1941 als Kreishauptmann des Kreises Stanislau in das eroberte Galizien versetzt. Aus den verbliebenen Akten und späteren Aussagen lässt sich eine direkte Mitwirkung Albrechts an den massenhaften Erschießungen der Juden des Kreises, an der Inbrandsetzung des Zwangsghettos in Stanislau und an den Deportationen im Kreis nicht nachweisen. Am Ende der ersten Phase der Aktion Reinhardt wurden im September 1942 im ganzen Kreis Stanislau noch 6119 Juden gezählt, dagegen hatten sich ein Jahr zuvor allein in der Stadt Stanislau noch 27.500 Juden aufgehalten.
Die deutschen Besatzer flohen bei der Eroberung des Gebietes durch die Rote Armee im September 1944. Albrecht wurde im Februar 1945 noch Soldat der Wehrmacht.
Nach Kriegsende kam Albrecht in Internierungshaft, aus der er 1946 entlassen wurde. Von seiner Entnazifizierung ist nichts bekannt. Ein später eingeleitetes Ermittlungsverfahren der Zentralstelle im Lande Nordrhein-Westfalen für die Bearbeitung von Nationalsozialistischen Massenverbrechen in Dortmund wurde ergebnislos eingestellt. Albrecht fand 1947 Beschäftigung als Verwaltungsdezernent und Oberregierungsrat bei seiner vormaligen Dienststelle beim Regierungspräsidenten Hildesheim und wurde schließlich noch Amtsleiter der Hildesheimer Außenstelle des Niedersächsischen Lastenausgleichsamtes.